# Maurice Pilorge
Maurice Pilorge, né le 19 mai 1914 à Saint-Malo et mort le 4 février 1939 à Rennes, est un truand dandy, guillotiné  à la prison de Rennes pour le meurtre de son amant.
Fasciné par cette histoire, Jean Genet compose en 1942 Le Condamné à mort, un poème en son hommage.

## Biographie

### Jeunesse
Né à Saint-Malo, le jeune Maurice est élevé par sa grand-mère jusqu'à l'âge de neuf ans avant d'être confié à sa mère, remariée. Face à son comportement turbulent, celle-ci décide de le placer dans une ferme de la Creuse. Une fois là-bas, le garçon commet des vols à répétition. Emprisonné puis placé dans une maison de correction près de Tours, il parvient à s'échapper. Repris, il est envoyé dans une maison d'éducation sécurisée à Belle-Île-en-Mer.
Transféré dans un centre à Villeneuve-sur-Lot, Pilorge adopte un comportement plus calme. Probablement dans le cadre de son service militaire, il est incorporé dans un bataillon cantonné en Afrique. Il s'y comporte de manière jugée correcte. Revenu en France, il intègre le 129e régiment d'infanterie du Havre mais, n'acceptant plus la discipline, il passe durant neuf mois près de 118 jours « au trou ».

### Meurtre
Revenu à la vie civile en juillet 1938, Maurice Pilorge commet de nombreux cambriolages dans des villas de Deauville. Il se rend à Paris où il fait la rencontre de Néstor Escudero, un prostitué et proxénète mexicain qui devient son amant. Le même mois, il s'installe à Dinard et cambriole une maison pour un butin composé de bijoux et d'une somme de 400 francs. En août, Escudero le rejoint.
Leur relation se détériore et les deux amants finissent par se battre un soir devant le casino de Dinard. Pilorge tue son compagnon avec un rasoir et prend la fuite. Interpellé puis emprisonné à Saint-Malo, il parvient à s'évader. Il est néanmoins repris le 3 novembre 1938 au cours d'une arrestation mouvementée durant laquelle un gendarme est grièvement blessé.

### Jugement
Bien qu'il bénéficie de la défense d'un ténor du barreau, Me Gustave Bourdon, Pilorge est condamné à la peine capitale par les juges rennais le 17 novembre 1938. Il clame haut et fort refuser la grâce du président de la République Albert Lebrun qui pouvait pourtant lui être accordée — il n'en a rien été.

### Exécution
Maurice Pilorge accueille avec calme la nouvelle de son exécution. Le matin même de sa mort, il assiste à la messe puis déjeune tranquillement. Il offre à son avocat sa montre-bracelet pour le remercier. Conduit à l'échafaud installé boulevard Jacques-Cartier devant la prison, il n'hésite pas à taquiner son bourreau, Jules-Henri Desfourneaux, qui remplace Anatole Deibler décédé l'avant-veille (2 février 1939) d'un infarctus et fait preuve alors d'une grande nervosité. Pilorge est finalement guillotiné à 6 h 45.

## Pilorge vu par Genet
Alors qu'il est interné à la prison de Fresnes pour vol en 1942, le poète et écrivain Jean Genet dédie à Maurice Pilorge son poème Le Condamné à mort. Genet prétendit toujours avoir connu Pilorge mais aucune preuve ne vient confirmer la véracité de ses propos, à l'exception d'un séjour dans la maison de correction de Mettray en Indre-et-Loire où les deux hommes se seraient rencontrés, bien que les dates de séjours ne correspondent pas.
Il est probable en réalité que Jean Genet ait découvert Pilorge grâce à la presse et les nombreux témoignages à son sujet au moment de son exécution en février 1939. Maurice Pilorge resta toujours, pour Jean Genet, un compagnon fantasmé et peut-être bien réel.